# GOKIGEN SOUND
GOKIGEN SOUND（ゴキゲンサン）は神奈川県横浜市出身のアーティスト。旧名はGOKI（ゴキ）。

## 来歴
1995年、INFINITY16と出会い、レゲエを始める。2000年に当時茅ヶ崎のレゲエバーで働いていた若旦那と出会い、意気投合。2001年にSHOCK EYE、RED RICE、HAN-KUNとともにミックステープ『湘南乃風』を制作し、インディーズ・レーベル134LABELを立ち上げる。しかし2002年に結成される湘南乃風には参加せず、2004年まで1年半ジャマイカで活動。帰国後、2006年7月26日にアルバム『ごきげん』をリリース。
2008年7月28日に自身のブログで結婚を報告。
2009年12月25日にGOKIGEN SOUNDに改名した。
2011年7月27日、若旦那がエイベックス内に設立した新レーベル「Tank Top Records」よりメジャーデビューを果たした。

## ディスコグラフィ

### GOKI

#### インディーズ

##### 7"EP
| 枚  | リリース日     | タイトル                         | 型番          |
| --- | -------------- | -------------------------------- | ------------- |
| 1st | 2003年11月28日 | 熱帯夜/WINNER                    | <OVE-BK-0025> |
| 2nd | 2005年7月20日  | ゴキ源                           | <REGGAE-1911> |
| 3rd | 2005年7月20日  | ゴキ源/ジパング                  | <OVE-7-0078>  |
| 4th | 2006年8月2日   | MUSIC LIFE                       | <NP-004A>     |
| 5th | 2006年8月2日   | ANSWER                           | <RFR-15>      |
| 6th | 2006年9月20日  | DANCEHALL FANTASISTA/BADなバット | <RREC-7011>   |

#### 参加作品

##### フィーチャリング
1. MUNEHIRO「Up and Coming」（2006年7月19日）
  - 11. DANCE☆DANCE☆DANCE feat.GOKI
2. INFINITY16「Dream Lover」（2007年4月18日）
  - 2. つぼみ welcomez GOKI
3. DAINOSAUR「まぜるなキケン」（2007年7月7日）
  - 2. ONE BIG SHIP feat. CHOP STICK & GOKI
4. INFINITY16「真夏のオリオン」（2007年8月29日）
  - 2. ごきげんサンバ welcomez GOKI
5. INFINITY16「いつまでもメリークリスマス」（2007年8月29日）
  - 2. Happy chrismas forever welcomez GOKI
6. INFINITY16 「Foundation Rock」（2007年12月12日）（初回限定盤：2CD+DVD ／ 通常盤：2CD）
  - [DISC-1] 12. つぼみ welcomez GOKI
7. CHOP STICK「RAGGAMUFFIN WAY」（2008年3月12日）
  - 8. しあわせになりましょう feat. GOKI & DINOSAUR
8. INFINITY16「線香花火」（2008年6月4日）
  - 1. 線香花火 welcomez GOKI
9. INFINITY16「Dream Believer 〜星に願いを〜」（2008年11月26日）
  - 1. Dream Believer~星に願いを~ welcomez MINMI,HAN-KUN & 若旦那 from 湘南乃風,GOKI
  - 2. INFINITY16 只今参上!! welcomez GOKI
10. INFINITY16 「Welcomez」（2007年12月12日）（初回限定盤：2CD+DVD ／ 通常盤：2CD）
  - [DISC-1] 2. Dream Believer~星に願いを~ welcomez MINMI,HAN-KUN & 若旦那 from 湘南乃風,GOKI
  - [DISC-1] 3. 線香花火 welcomez GOKI
11. SPICY CHOCOLATE「東京RAGGA BLAZE 3」（2009年6月24日）
  - 09.HANABI feat. GOKI & SHOCK EYE from 湘南乃風
12. SPICY CHOCOLATE「東京RAGGA BLAZE BEST」（2010年7月21日）
  - 22.HANABI feat. GOKI & SHOCK EYE from 湘南乃風

##### コンピレーション
1. オムニバス「XX BAD（ダブル エックス バッド）」（2001年5月30日）
  - 3. Party(GOKI & SHOCK EYE)
2. オムニバス「CORN HEAD presents MAD DRAGON VOLUME I」（2002年2月25日）
  - 3. 繋ぎだすMelody(GOKI)
3. オムニバス「FEEL THE REGGAE!!」（2003年1月31日）（2枚組） 
  - [DISC-1] 10. 繋ぎだすMelody(GOKI)
  - オムニバス「TAG THE MIC」（2005年8月3日）
  - 16. 職人(Dancehall Mix *Exclusive from {Reggae Crusing})(GOKI music by i-watch(HOME GROWN)&Macoching)
4. オムニバス「Reggae Cruising～Rude Fish Music Reggae Compilation vol.1～」（2005年8月24日）
  - 1. 安心立命(GOKI)
  - 11. 職人(GOKI)
5. オムニバス「NEXT TUNE」（2005年12月14日）
  - 5. かさぶた(GOKI)
6. オムニバス「MASTER BLASTER~JAPANESE REGGAE DANCEHALL IN DE HIGH~Mixed by PACE MAKER」（2006年3月8日）
  - 12. 職人(GOKI)
7. オムニバス「REGGAE SHINING～Rude Fish Music Reggae Compilation vol.1～」（2006年5月3日）
  - 6. Diggi Diggi(GOKI)
8. オムニバス「LIFE STYLE RECORDS(2)」（2006年5月17日）
  - 11. I NEED・・・(GOKI)
9. オムニバス「MASTER BLASTER 2007~JAPANESE REGGAE DANCEHALL IN DE HIGH 2~Mixed by PACE MAKER」（2007年3月7日）
  - 13. リズムに乗って(GOKI)
10. オムニバス「BEST OF SUPER JAP‐Classique‐」（2007年11月2日）
  - 14. ノメノメ(GOKI)
11. オムニバス「無限十六 vol.1 -R.A.W.-」（2007年8月8日）
  - 6. ゴキブリッ
12. オムニバス「無限十六 vol.2 -PARK AVENUE-」（2007年8月8日）
  - 11. 馬鹿にされても止まりません
13. オムニバス「THE ENTERTAINER」（2008年2月20日）
  - 6. かんけいね～（ゴッパッピー）
14. オムニバス「GIRL FRIEND」（2008年5月28日）
  - 12. しあわせになりましょう / ダイナマイト不二崎とエチオピアモカブレンズ(CHOP STICK & GOKI & DAINOSAUR)
15. オムニバス「RAGGA CELEBRITY」（2008年10月29日）
  - 9. ポジティブ街道 / エチオピアモカブレンズ(CHOP STICK & GOKI & DAINOSAUR)
16. オムニバス「無限十六 vol.3 -FIRE riddim UP & LIVE riddim-」（2008年11月19日）
  - 1. 熱い奴から火を着けろ!! / MUNEHIRO & GOKI
  - 4. 害虫BUSTERSのテーマ / 害虫BUSTERSのテーマ(GOKI & BLUE SWORD)
17. オムニバス「Combination Best」（2009年3月25日）
  - 4. しあわせになりましょう / ダイナマイト不二崎とエチオピアモカブレンズ(CHOP STICK & GOKI & DAINOSAUR)
18. オムニバス「無限十六 vol.4 -BADDAZ riddim-」（2009年10月28日）
  - 4. 志

### GOKIGEN SOUND

#### インディーズ

##### 配信シングル
| 枚  | リリース日    | タイトル   |
| --- | ------------- | ---------- |
| 1st | 2010年2月10日 | 東京タワー |
| 2nd | 2010年3月10日 | I believe  |
| 3rd | 2010年7月7日  | 天使       |

#### 未音源化楽曲
| 楽曲                   | 備考                                                                                                   |
| ---------------------- | --- |
| しがらみの中のスタート | YouTubeで公開されている「完走!!日本縦断の旅・ありがとMOVIE〜沖縄・九州・四国篇〜」で流れた楽曲。       |
| 一期一会               | YouTubeで公開されている「完走!!日本縦断の旅・ありがとMOVIE〜中国・関西・東海・北陸篇〜」で流れた楽曲。 |
| WINTER LOVE            | YouTubeで公開されている「完走!!日本縦断の旅・ありがとMOVIE〜北海道篇〜」で流れた楽曲。                 |
| 旅のような気分で       | YouTubeで公開されている「完走!!日本縦断の旅・ありがとMOVIE〜関東・甲信越篇〜」で流れた楽曲。           |

#### 参加作品

##### フィーチャリング
1. The BK Sound「One」（2010年9月1日）
  - 2. Mush up machine feat.GOKIGEN SOUND
2. TRF「寒い夜だから…feat. INFINITY16 & GOKIGEN SOUND」（2011年1月19日）
3. Metis「ONE SOUL」（2011年12月14日）
  - 4. この世界が今日で終わっても feat. 若旦那 & GOKIGEN SOUND
4. rienda girls「SEX ON THE BEACH feat. GOKIGEN SOUND」（2012年8月1日）

##### コンピレーション
1. オムニバス「R45 STUDIO JAPANESE DANCEHALL DUB MIX BEAUTY & THE BEAST 2010」（2010年9月24日）
  - 3. 只今参上(DUB)
  - 18. MASH UP クルージング(DUB)
2. オムニバス「S Cawaii! presents S RAGGA〜colorful summer〜」（2011年7月6日）
  - 2. ドライブ
3. オムニバス「Celebrity presents LUV RAGGA 2」（2011年7月27日）
  - 4. I believe